# 奇羅澤林省

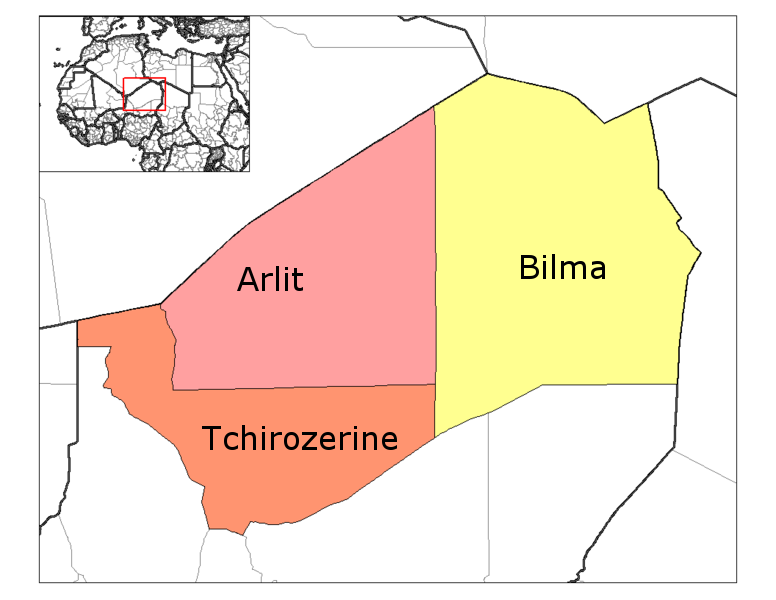

17°13′20″N 7°37′20″E / 17.22222°N 7.62222°E
奇羅澤林省（法語：Tchirozérine），是尼日爾的省份，位於該國北部，由阿加德茲大區負責管轄，北面是阿爾利特省，面積154,746平方公里，2012年人口244,706，人口密度每平方公里1.6人。